# الكم في الكيمياء الكهربية
قام ريفاز (Revaz Dogonadze) بإنشاء المدرسة العلمية لدراسة الكم في الكيمياء الكهربية في 1960s . والتي تهتم بدراسة المفاهيم الناشئة في الكهرومغناطيسية التقليدية , ميكانيكا الكم , الكيمياء الكهربية , حتي يتم دراسة المفاهيم من قبل مجموعة كبيرة من مختلف الباحثين المتخصصين .
ويهتموا أيضاً بدراسة :
- الهندسة الكيميائية .
- الهندسة الكهربائية .
- الهندسة الميكانيكية .
- الكيمياء .
- الفيزياء .

وبشكل أكثر تحديدا، الكم في الكيمياء الكهربية هو تطبيق أدوات ميكانيكا الكم مثل نظرية الكثافة الوظيفية في دراسة العمليات الكهروكيميائية، كتحرك الإلكترونات في الأقطاب . (1) وتشمل أيضا نماذج كنظرية ماركوس .

## التاريخ والمساهمات
التطور الأول في الكيمياء الكهربية من الصعب بعض الشيء ملاحظته . وهذا ليس مفاجئا، بينما يمكن تلخيص تطوير ميكانيكا الكم في الكيمياء في تطبيق معادلة شرودنغر على الذرات والجزيئات .
أما الكيمياء الكهربية فإنها تهتم بشكل خاص بمستوي طاقة الإلكترون في النظام . وكان هناك أنصار لتطبيق نظرية الكم في الكيمياء الكهربية، أشهرهم (Revaz Dogonadze) وشريكة في العمل . حيث قاموا بتطوير واحدة من أقدم نظريات ميكانيكا الكم لدراسة التفاعلات الكيميائية في البروتون .
وقام (Revaz Dogonadze) وهو منشأ النظرية، بإنشاء المدرسة الصيفية الدولية للكيمياء الكهربية في يوغوسلافيا .
وكان لرودولف ماركوس الذي فاز بجائزة نوبل في الكيمياء عام 1992 دور كبير في النظرية .

## وصلات خارجية
- Nobel Lecture of Rudolph A. Marcus, 1992
- R.R. Dogonadze's Memorial Page
- (International Society of Electrochemistry (ISE